# Ladyjyn
Ladyjyn (en ukrainien : Ладижин) ou Ladyjine (en russe : Ладыжин ; en polonais : Ładyżyn) est une ville de l'oblast de Vinnytsia, en Ukraine. Sa population s'élevait à 22 783 habitants en 2014.

## Géographie

### Situation
Ladyjyn est arrosée par le Boug méridional et se trouve à 84 km au sud-est de Vinnytsia et à 218 km au sud-ouest de Kiev.

## Histoire

### Origine
Labyjyn est fondée en 1260.

### XXesiècle
Elle reçoit le statut de commune urbaine en 1968 et celui de ville en 1973.

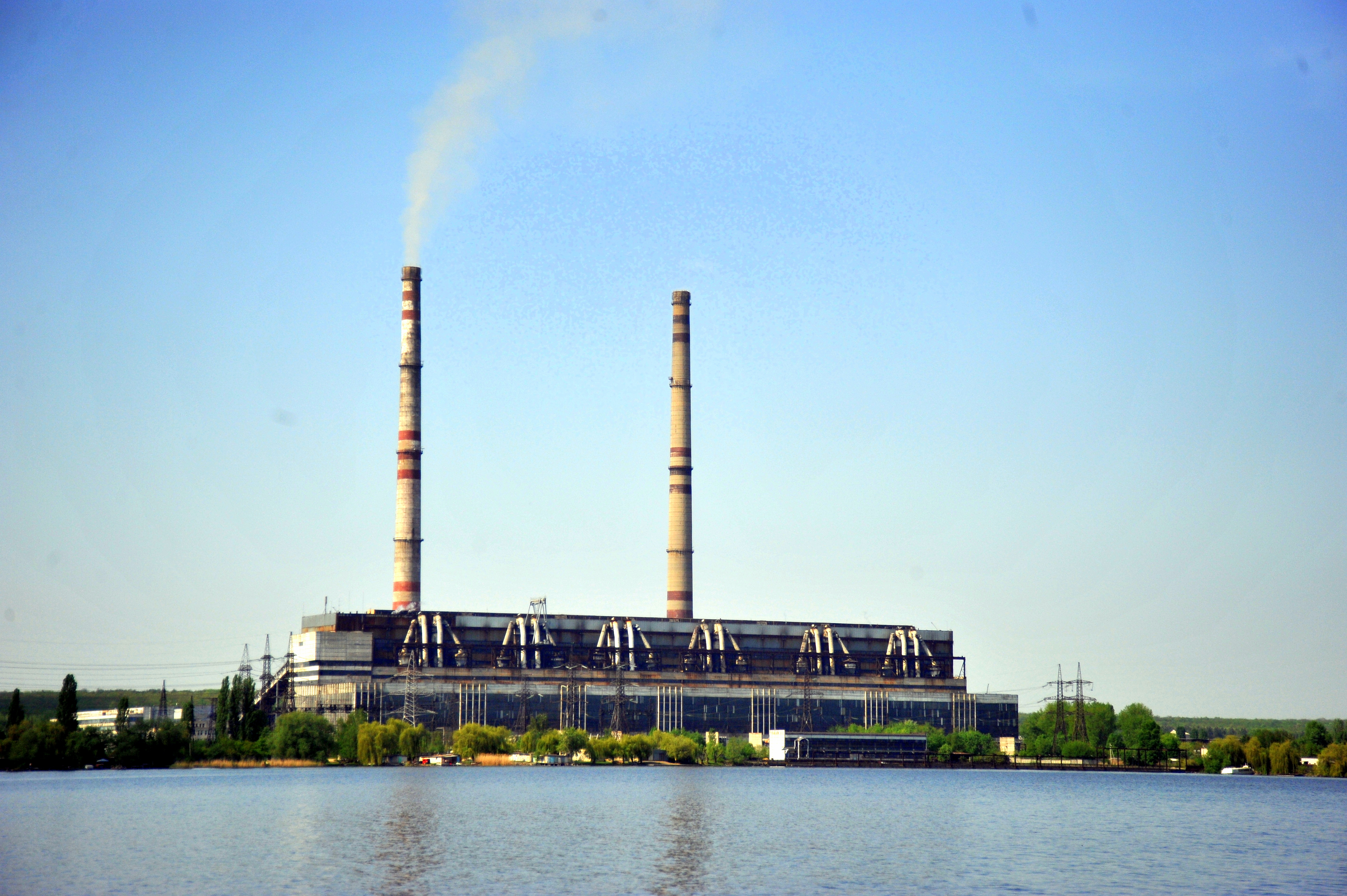
La centrale thermique de Ladyjyn.

## Population
Recensements (*) ou estimations de la population :
| 1959* | 1970*  | 1979*  | 1989*  |
| ----- | ------ | ------ | ------ |
| 5 094 | 11 248 | 17 573 | 19 708 |

| 2001*  | 2010   | 2011   | 2012   |
| ------ | ------ | ------ | ------ |
| 22 219 | 22 497 | 22 632 | 22 849 |

| 2013   | 2014   | - | - |
| ------ | ------ | - | - |
| 22 961 | 22 783 | - | - |

### Personnalités liées à Ladyjyn
- Hanna Novossad,femme politique ukrainienne y est née.